# Méhkerék megállóhely
Méhkerék megállóhely egy Békés vármegyei vasúti megállóhely, Méhkerék településen, a MÁV üzemeltetésében. A megállóhely a település lakott területének keleti szélén található, közúti elérését a 42 153-as számú útból kiágazó rövid, 42 343-as számú mellékút biztosítja.

## Vasútvonalak
A megállóhelyet az alábbi vasútvonalak érintik:
- Kötegyán–Püspökladány-vasútvonal

## Kapcsolódó állomások
A megállóhelyhez az alábbi állomások vannak a legközelebb:
- Kötegyán vasútállomás (Kötegyán–Püspökladány-vasútvonal)
- Sarkadkeresztúr megállóhely (Kötegyán–Püspökladány-vasútvonal)

## Forgalom
| Járat        | Útvonal | Gyakoriság        |
| ------------ | --- | ----------------- |
| személyvonat | Békéscsaba – Fényes – Bicere – Gyula (– Gyulai városerdő) – József Szanatórium – Sarkadi Cukorgyár – Sarkad – Kötegyán – Méhkerék – Sarkadkeresztúr – Okány – Vésztő                                               | Kb. 2 óránként    |
| személyvonat | Békéscsaba → Fényes → Bicere → Gyula (→ Gyulai városerdő) → József Szanatórium → Sarkadi Cukorgyár → Sarkad → Kötegyán → Méhkerék → Sarkadkeresztúr → Okány → Vésztő → Szeghalom → Körösladány → Dévaványa → Gyoma | Napi 2 Gyoma felé |